# 小和田泰経
小和田 泰経（おわだ やすつね、1972年 - ）は、日本の歴史学者。専攻は、日本中世史・対外関係史。現在、静岡英和学院大学講師、早稲田大学エクステンションセンター講師。父は同じく歴史学者の小和田哲男。

## 略歴
昭和47年（1972年）東京都生まれ。静岡県静岡市の武家の小和田氏がルーツである。1991年、静岡県立静岡高等学校卒業。國學院大學文学部史学科卒業。國學院大學大学院文学研究科博士課程後期退学。
2017年NHK大河ドラマ「おんな城主 直虎」に資料提供として参加。2020年NHK大河ドラマ「麒麟がくる」の時代考証補を担当。

## 著書
- 『家康と茶屋四郎次郎』静岡新聞社 静新新書、2007年
- 『戦国合戦史事典 存亡を懸けた戦国864の戦い』新紀元社、2010年
- 『兵法 勝ち残るための戦略と戦術』新紀元社、2011年
- 『朝鮮三国志 高句麗・百済・新羅の300年戦争』新紀元社、2012年
- 『朝鮮王朝史』新紀元社、2013年 ISBN 978-4-7753-1150-9

### 共著
- 『大名家の甲冑 三百諸侯に受け継がれた武家のダンディズム 決定版』藤本巖監修 笠原采女、須藤茂樹共著 坂元永撮影 学習研究社、2007年 歴史群像シリーズ 特別編集
- 『別冊太陽 歴史ムック〈徹底的に歩く〉織田信長天下布武の足跡』小和田哲男共著 平凡社、2012年
- 『信長戦国歴史検定〈公式問題集〉』小和田哲男監修 学研パブリッシング、2012年
- 『真田三代戦国歴史検定〈公式問題集〉』橋場日月共著 学研パブリッシング、2013年
- 『ずかん 武具 見ながら学習調べてなっとく』編 技術評論社、2013年
- 『大判ビジュアル図解 大迫力!写真と絵でわかる日本の城・城合戦』 西東社 2016年 - 城解説